# Churu (huyện)
Huyện Churu là một huyện thuộc bang Rajasthan, Ấn Độ. Thủ phủ huyện Churu đóng ở Churu. Huyện Churu có diện tích 16830 ki lô mét vuông. Đến thời điểm năm 2001, huyện Churu có dân số 1922908 người.